# Бунюел и масата на цар Соломон
„Бунюел и масата на цар Соломон“ (на испански: Buñuel y la mesa del rey Salomón) е фентъзи филм от 2001 година на режисьора Карлос Саура по негов сценарий в съавторство с Агустин Санчес Видал. Той е съвместна продукция на Испания, Мексико, Германия и Франция.
Сюжетът е измислена история за реалните исторически личности Луис Бунюел, Федерико Гарсия Лорка и Салвадор Дали, които търсят загадъчна магическа маса в Толедо от 30-те години на XX век. Главните роли се изпълняват от Гран Уайоминг, Пере Аркилуе, Ернесто Алтерио, Адрия Коядо.